# Une étude en rouge (téléfilm, 1983)
Pour l’article homonyme, voir Une étude en rouge.
Pour plus de détails, voir Fiche technique et Distribution.
Une étude en rouge est un film d'animation australien réalisé par Di Rudder et Cynthia Leech, sorti directement en vidéo après sa diffusion sur la chaîne Nine Network en 1983.
Le téléfilm a été diffusé dans les années 1980 sur FR3.

## Synopsis
Le corps de Monsieur Enoch Drebber est trouvé dans une maison abandonnée de Londres ainsi qu'un message adressé à un certain Stangerson mais à son tour il est aussi tué. Que cache ce mystère ? Un seul homme est à même de le résoudre, le détective Sherlock Holmes...

## Fiche technique
- Titre original : Sherlock Holmes and a Study in Scarlet
- Titre français : Une étude en rouge
- Réalisation : Di Rudder et Cynthia Leech
- Scénario : John King d'après le roman de Arthur Conan Doyle
- Musique : John Stuart
- Directeur de production : Roz Phillips
- Opérateurs caméra : Tom Epperson et Gary L. Page
- Graphistes : Yosh Barry, Andrea Bresciani, Neil Graham, Chris Green, Glen Lovett, Alex Nicholas, Steve Papantoniou et David Skinner
- Supervision de l'animation : Di Rudder et Cynthia Leech
- Création des personnages : Jean Tych
- Animateurs des décors : Sheila Christofides, Beverley McNamara et Paul Pattie
- Animateurs : Joanne Beresford, David Cook, Kim Craste, Chris Dawson, Maurice Giacomini, Warwick Gilbert, Nick Harding, Vic Johnson, Seiko Kanda, Liz Lane, Wally Micati, Chris Minos, Astrid Nordheim, Maria Szemenyei, Rick Tinschert, Stella Wakil, Kaye Watts et Jim Wylie
- Supervision des couleurs : Jenny Schowe
- Producteurs exécutifs : Tom Stacey et George Stephenson
- Producteur : Eddy Graham
- Montage : Peter Siegl, Peter Jennings et Caroline Neave
- Compagnie de production : Burbank Films Australia
- Compagnie de distribution : Nine Network Australia
- Pays d'origine :  Australie
- Langue d'origine : Anglais stéréo
- Format : couleur
- Genre : Animation, Conte
- Durée : 50 minutes
- Ratio écran : 1.33:1 plein écran 4:3

## Distribution
- Peter O'Toole : Sherlock Holmes
- Earle Cross : Le docteur Watson
- Judy Nunn
- Ron Haddrick
- Shane Briant
- Ken Wayne
- Brian Adams
- Henri Szeps

## DVD
Le film a fait l'objet d'une sortie sur le support DVD :
- Une étude en rouge (DVD Keep-Case) est sorti le 5 février 2008 dans la collection Les Grands Auteurs édité par Arcadès. Le ratio écran est en 1.33:1 plein écran uniquement en français sans sous-titres et sans suppléments. ASIN B000EYJE2M